# Meteorologisches Observatorium Potsdam

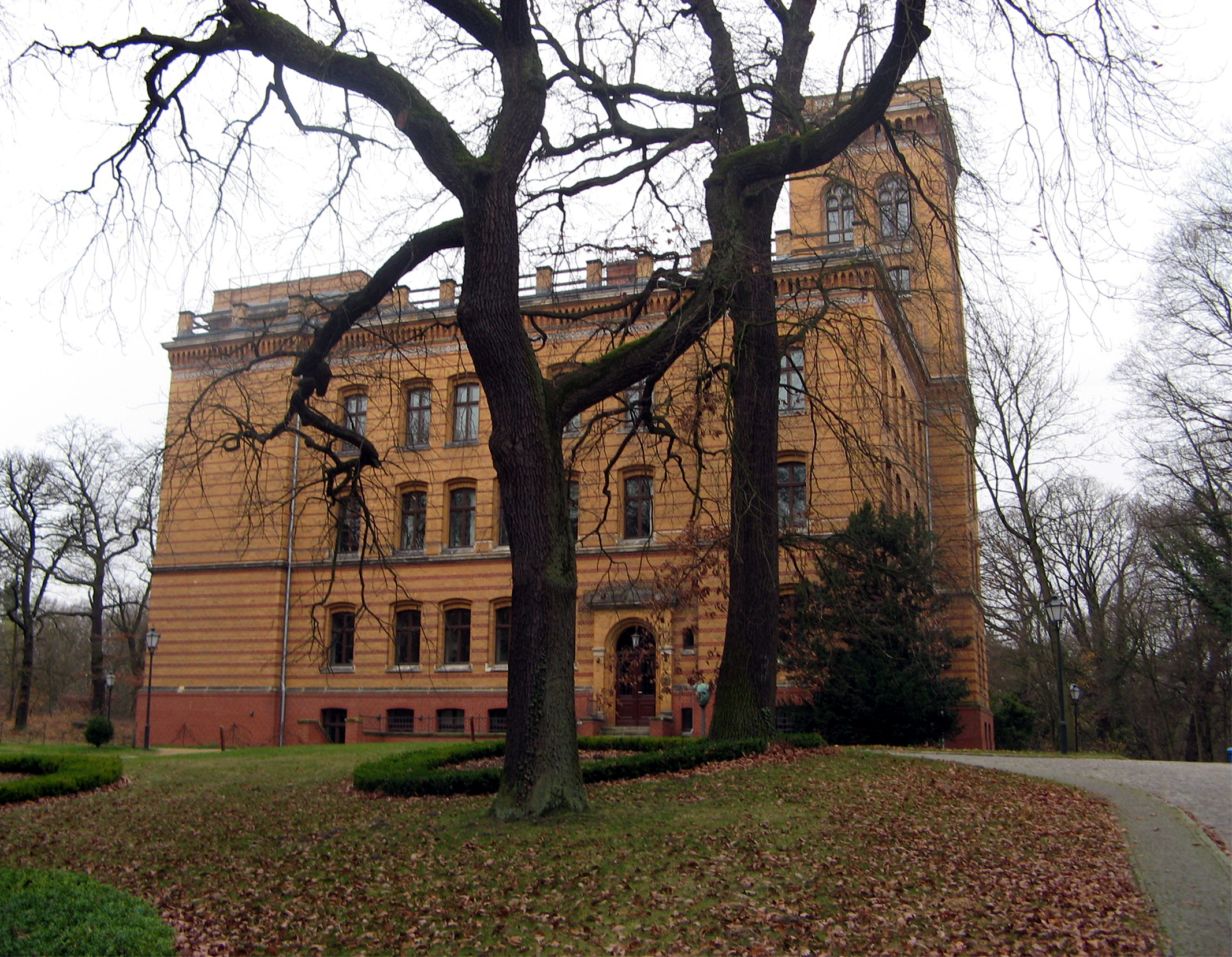
Süringhaus (2009)

Das Meteorologische Observatorium in Potsdam (MOP) des Potsdam-Instituts für Klimafolgenforschung ist ein dreigeschossiges Gebäude mit einem 32 Meter hohen Turm mit einer meteorologischen Messplattform. Das gelbe Ziegelsteingebäude im Albert-Einstein-Wissenschaftspark auf dem Potsdamer Telegrafenberg ist nach Reinhard Süring, seinem langjährigen Observatoriumsleiter, benannt.
Seit Inbetriebnahme der Säkularstation am 1. Januar 1893 werden weltweit einzigartig ununterbrochen zahlreiche Wetterdaten unter stets gleichen Bedingungen gemessen und protokolliert, was für die Klimaforschung einen einzigartigen Wert darstellt.
Neben dem Gebäude befindet sich ein Wetterdatenmessfeld. Dort werden unter anderem Erdbodentemperaturen in zehn Tiefen von 2 Zentimetern bis 12 Metern gemessen.